# Втрати 37-ї окремої мотострілецької бригади (РФ)
У статті наведено подробиці втрат 37-ї окремої мотострілецької бригади Збройних сил РФ у різних військових конфліктах.

## Російсько-українська війна
| п/п | Прізвище, ім'я, по-батькові                                                  | Звання | Дата народження | Дата смерті   | Місце смерті       |
| --- | ---------------------------------------------------------------------------- | --- | --------------- | ------------- | ------------------ |
| 1.  | Бадмаєв Найдан Эрдинійович (рос. Бадмаев Найдан Эрдыниевич)                  | єфрейтор | 05.08.1999      | 28.02.2022    |                    |
| 2.  | Липський Сергій Олександрович (рос. Липский Сергей)                          | молодший сержант                                                                                            | 02.04.2001      | 03.03.2022    |                    |
| 3.  | Чімітов Денис Дашинимайович (рос. Чимитов Денис Дашинимаевич)                | сержант | 13.11.1984      | 05.03.2022    |                    |
| 4.  | Гармаєв Михайло Баїрович (рос. Гармаев Михаил Баирович)                      | єфрейтор | 10.12.1988      | 06.03.2022    | поблизу м. Київ    |
| 5.  | Ногаєв Понтелеймон Олександрович (рос. Ногаев Понтелеймон Александрович)     | єфрейтор | 30.04.1986      | 09.03.2022    |                    |
| 6.  | Чмильов Дмитро Сергійович (рос. Чмелёв Дмитрий Сергеевич)                    | стрелок-снайпер                                                                                             | 06.05.2003      | 12.03.2022    |                    |
| 7.  | Осєєв Степан Олександрович (рос. Осеев Степан Александрович)                 | старший сержант                                                                                             | 07.01.1991      | 14.03.2022    |                    |
| 8.  | Шагдаров Зорікто Ердемович (рос. Шагдаров Зорикто Эрдэмович)                 | сержант, заступник командира бойової машини, наводчик оператор                                              | 28.10.1987      | 15.03.2022    |                    |
| 9.  | Кустов Анатолій Валерійович (рос. Кустов Анатолий Валерьевич)                | молодший сержант                                                                                            | 02.04.2001      | 17.03.2022    |                    |
| 10. | Жидяєв Едуард Ігорович (рос. Жидяев Эдуард Игоревич)                         | молодший сержант                                                                                            | 26.08.1999      | 18.03.2022    |                    |
| 11. | Єсипенко Констянтин Валерійович (рос. Есипенко Константин Валерьевич)        | молодший сержант                                                                                            | 19.03.2000      | до 19.03.2022 |                    |
| 12. | Собашніков Денис Олександрович (рос. Собашніков Денис Александрович)         | сержант | 01.01.1989      | 25.03.2022    |                    |
| 13. | Козубенко Дмитро Олексійович (рос. Козубенко Дмитрий Алексеевич)             | рядовий | 14.10.2000      | 26.03.2022    |                    |
| 14. | Ламашканов Бато-Очир Сурунович (рос. Ламашканов Бато-Очир Сурунович)         | рядовий | 07.06.1992      | до 26.03.2022 |                    |
| 15. | Громов Олексій Володимирович (рос. Громов Алексей Владимирович)              | сержант | 14.02.1997      | 27.03.2022    |                    |
| 16. | Янданов Віктор (Сандан) Едуардович (рос. Янданов Виктор (Сандан) Эдуардович) | сержант, командир відділення БМП                                                                            | 20.06.1993      | 28.03.2022    |                    |
| 17. | Сукнєв Олександр Миколайович (рос. Сукнев Александр Николаевич)              | єфрейтор | 28.10.1989      | до 28.03.2022 |                    |
| 18. | Доржиєв Мунко Іванович (рос. Доржиев Мунко Иванович)                         | старший лейтенант                                                                                           | 03.08.1982      | 30.03.2022    |                    |
| 19. | Білобородов Євген Миколайович (рос. Белобородов Евгений Николаевич)          | | 16.03.2001      | 03.2022       |                    |
| 20. | Санжиєв Цирен Володимирович (рос. Санжиев Цырен Владимирович)                | старший сержант, заступник командиру взводу – командир зброї гаубичного самохідно-артилерійського дивізіону | 12.09.1987      | 06.04.2022    | Москва             |
| 21. | Кібірєв Руслан Вікторович (рос. Кибирев Руслан Викторович)                   | сержант | 23.05.1996      | до 09.04.2022 |                    |
| 22. | Бадмаєв Зорігто Баїрович (рос. Бадмаев Зоригто Баирович)                     | молодший сержант                                                                                            | 21.02.1997      | до 24.04.2022 |                    |
| 23. | Іванов Кирило Олексійович (рос. Иванов Кирилл Алексеевич)                    | рядовий | 11.05.1997      | 01.05.2022    |                    |
| 24. | Карпов Максим Андрійович (рос. Карпов Максим Андреевич)                      | | 27.03.1998      | 01.05.2022    |                    |
| 25. | Намсараєв Віктор Євгенович (рос. Намсараев Виктор Евгеньевич)                | рядовий | 21.09.1998      | 02.05.2022    |                    |
| 26. | Григорьєв Дмитро Валерійович (рос. Григорьев Дмитрий Валерьевич)             | єфрейтор | 10.07.1998      | 03.05.2022    |                    |
| 27. | Доржиєв Бадмажап Борисович (рос. Доржиев Бадмажап Борисович)                 | рядовий, стрілок-помічник гранатометник                                                                     | 23.03.1997      | 20.05.2022    |                    |
| 28. | Тіхоньких Сергій Олександрович (рос. Тихоньких Сергей Александрович)         | капітан | 20.06.1982      | 20.05.2022    |                    |
| 29. | Путункєєв Алдар Ринчинович (рос. Путункеев Алдар Ринчинович)                 | прапорщик                                                                                                   | 24.03.1998      | до 31.05.2022 |                    |
| 30. | Токарєв Микола Миколайович (рос. Токарев Николай Николаевич)                 | молодший сержант, кулеметник відділення охорони взводу забезпечення комендантської роти                     | 24.10.1990      | 01.06.2022    |                    |
| 31. | Каратаєв Роман Ігоревич (рос. Каратаев Роман Игоревич)                       | сержант, командир автомобільного відділення зенітного дивізіону                                             | 13.12.1996      | до 02.06.2022 |                    |
| 32. | Жаркой Максим Алексійович (рос. Жаркой Максим Алексеевич)                    | молодший сержант                                                                                            | 24.04.1997      | до 10.06.2022 |                    |
| 33. | Ануфрієв Євгеній Миколайович (рос. Ануфриев Евгений Николаевич)              | сержант, старший майстер-регулювальник                                                                      | 11.06.1991      | до 12.06.2022 |                    |
| 34. | Барлуков Михайло Сергійович (рос. Барлуков Михаил Сергеевич)                 | старший лейтенант, командир комендатнтської роти                                                            | 06.05.1996      | 20.06.2022    |                    |
| 35. | Цибіков Андрій Тараєвич (рос. Цыбиков Андрей Тараевич)                       | водій-електрик відділення роти РЕБ ВСУ-837037А                                                              | 25.06.1999      | до 20.06.2022 |                    |
| 36. | Дарєєв Максим Миколайович (рос. Дареев Максим Николаевич)                    | рядовий, вогнеметник вогнеметного взводу роти РХБЗ                                                          | 01.10.2001      | 21.06.2022    |                    |
| 37. | Пагбаєв Олександр Петрович (рос. Пагбаев Александр Петрович)                 | сержант, командир відділення ремонтного взводу ремонтної роти                                               | 04.05.1987      | 21.06.2022    |                    |
| 38. | Смірнов Дмитро Євгенович (рос. Смирнов Дмитрий Евгеньевич)                   | прапорщик, фельдшер                                                                                         | 25.11.1986      | до 24.06.2022 |                    |
| 39. | Труднєв Сергій Олегович (рос. Труднев Сергей Олегович)                       | єфрейтор | 06.03.1997      | до 28.06.2022 |                    |
| 40. | Посохов Олексій Петрович (рос. Посохов Алексей Петрович)                     | прапорщик, заступник командира взводу                                                                       | 15.08.1974      | до 30.06.2022 |                    |
| 41. | Крилов Володимир Володимирович (рос. Крылов Владимир Владимирович)           | сержант | 08.12.1987      | до 29.08.2022 |                    |
| 42. | Багаєв Чермен Альбертович (рос. Багаев Чермен Альбертович)                   | майор | 21.07.1989      | 01.09.2022    |                    |
| 43. | Потапов Микола Андрійович (рос. Потапов Николай Андреевич)                   | капітан | 24.07.1991      | 03.09.2022    |                    |
| 44. | Рабданов Олександр (рос. Рабданов Александр)                                 | | 2000            | до 08.09.2022 |                    |
| 45. | Грибалєв Андрій Вікторовичч (рос. Грибалев Андрей Викторович)                | майор |                 | 27.12.2022    | Херсонська область |
| 46. | Шкроба Михайло Володимирович (рос. Шкроба Михаил Владимирович)               | майор | 02.07.1973      | 27.12.2022    | Херсонська область |
| 47. | Кожевников Дмитро Леонідович (рос. Кожевников Дмитрий Леонидович)            | молодший сержант                                                                                            | 27.09.2001      | 27.12.2022    | Херсонська область |
| 48. | Галсанов Батор Чимітович (рос. Галсанов Батор Чимитович)                     | лейтенант                                                                                                   | 15.09.1984      | 13.02.2023    |                    |
| 49. | Краснопєєв Максим Сергійович (рос. Краснопеев Максим Сергеевич)              | | 22.03.1987      | 14.06.2023    | Урожайне           |
| 50. | Гаджієв Абусуп'ян Ібрагімович (рос. Гаджиев Абусупьян Ибрагимович)           | підполковник                                                                                                | 05.11.1983      | 09.11.2023    |                    |
| 51. | Петров Володимир Вікторович (рос. Петров Владимир Викторович)                | старший сержант                                                                                             | 08.08.1988      | 03.02.2024    |                    |